# Kořeny (seriál, 1977)

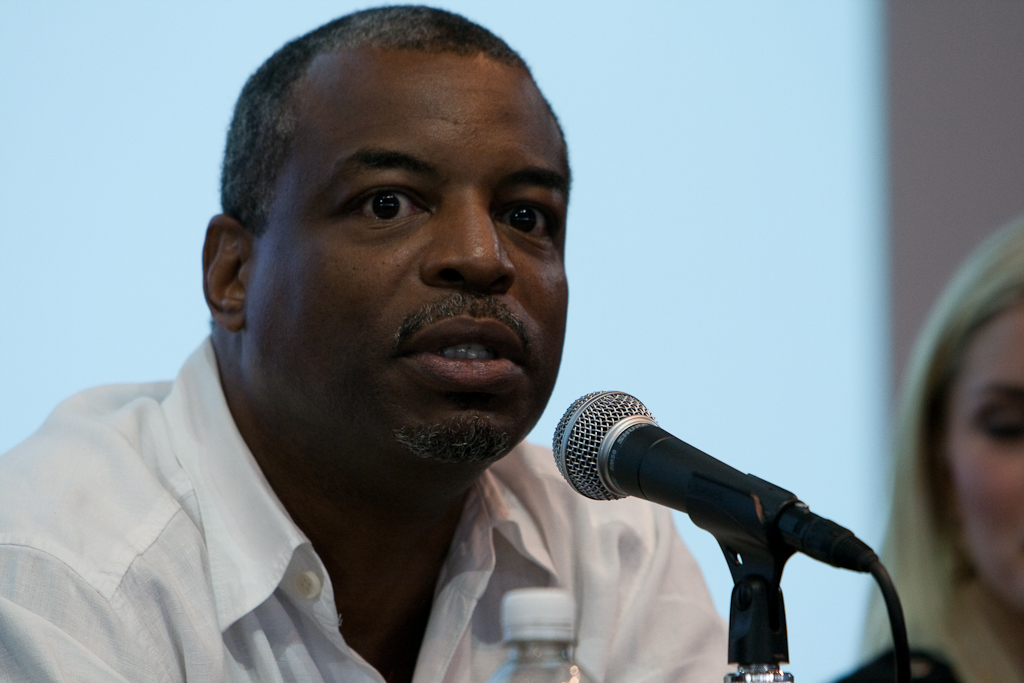
LeVar Burton, představitel hlavní role

Kořeny (v anglickém originále Roots) je americký dramatický televizní seriál. V roce 1977 byl vysílán na stanici ABC. Má osm dílů a je natočen na motivy knihy Alexe Haleyho Kořeny: Sága americké rodiny (Roots: The Saga of an American Family). Seriál získal devět cen Emmy a Zlatý glóbus za nejlepší seriál. Měl později dvě volná pokračování (Kořeny a Roots: The Gift) a jeden remake (Kořeny). Seriál zobrazuje život černocha Kunta Kinteho, který je v roce 1750 zavlečen z Gambie do USA jako otrok. Tuto hlavní roli v mladém věku ztvárnil LeVar Burton, ve starším věku John Amos. Kunta Kinte se v seriálu vyskytuje do pátého dílu, pak děj popisuje osudy jeho potomků a je doveden až za americkou občanskou válku (do roku 1870). Hudbu k seriálu vytvořil Quincy Jones a dostal za ni i Emmy. Seriál měl mimořádnou sledovanost (neklesla pod 40 milionů na premiérový díl) a závěrečný díl pak dosáhl sledovanosti 51 milionů diváků, což z něj činí druhé nejsledovanější seriálové finále v dějinách americké televize. Seriál se stal také důležitým prvkem v budování afroamerické identity a sehrál roli v reflexi otrokářství v americké historii.